# Friedrich Moritz Brodauf
Friedrich Moritz Brodauf (* 15. Oktober 1872 in Großhartmannsdorf, Königreich Sachsen; † 16. Juli 1939 in Edwards, New York) war ein deutscher Bildhauer, Grafiker und Lithograf.

## Leben und Beruf

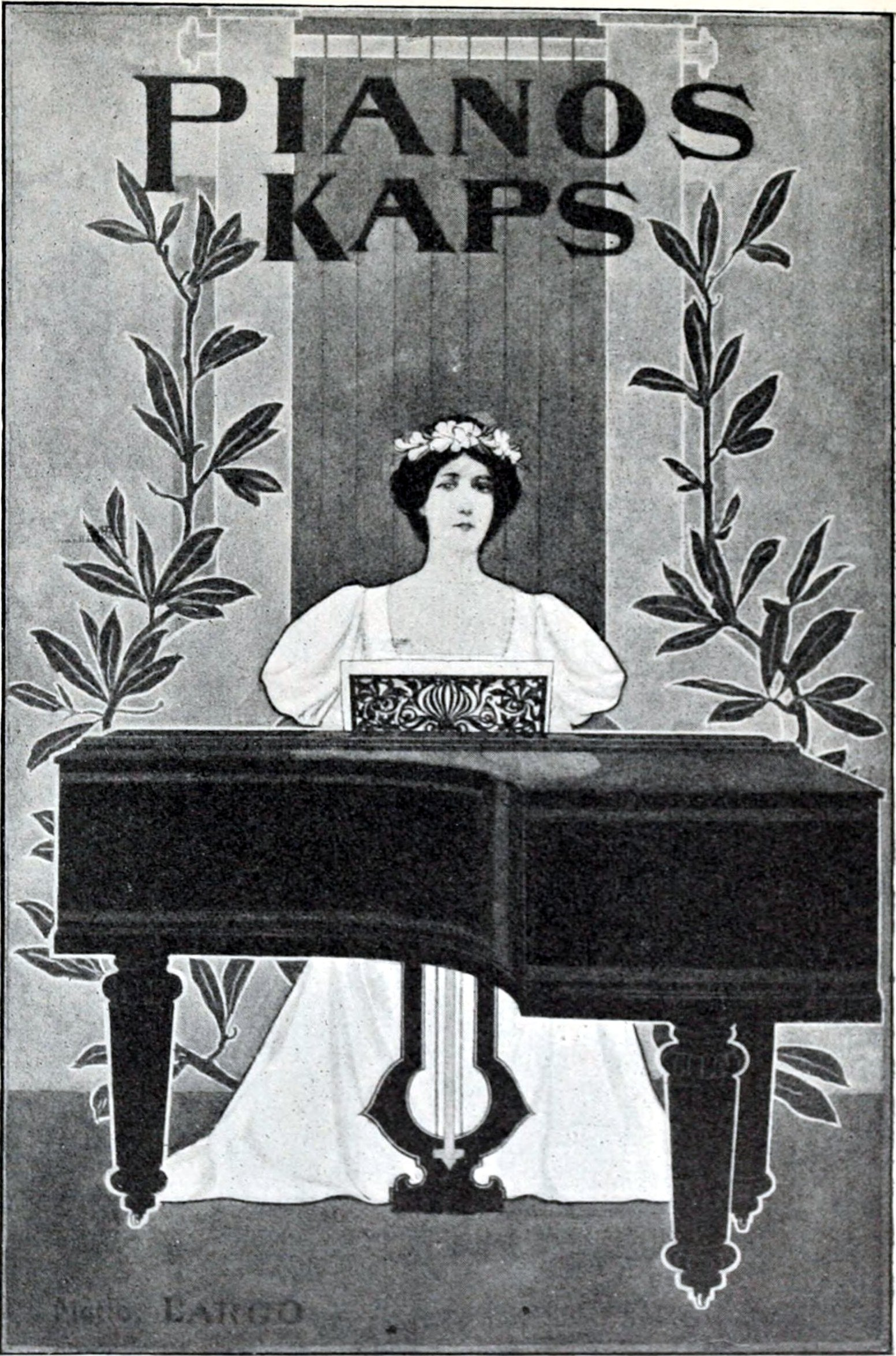
Plakat mit dem Motto Largo, angefertigt von Brodauf anlässlich eines Preisausschreibens der Ernst Kaps Klavierfabrik (1897)

Brodauf war viertes von vier Kindern und hatte vier Halbgeschwister aus zwei weiteren Ehen seines Vaters. Sein Vater Karl Moritz Brodauf war Lehrer. Der Bruder Alfred Brodauf war ein deutscher Politiker.
Friedrich Brodauf studierte von 1888 bis 1892 an der Kunstgewerbeschule Dresden, dort wurde er insbesondere in der Abteilung für den Buntdruck bei den Professoren Paul Hermann Naumann und Alfred Diethe ausgebildet. Nachdem er als Zeichner in der Chromolithographischen Anstalt Schupp & Nierth in Dresden gearbeitet hatte, machte er sich 1896 selbständig und fertigte Plakate an – z. B. für die Ernst Kaps Klavierfabrik. 1899 heiratete er in Leipzig Lina Agnes Borschdorf-Pohler, aus der Ehe gingen vier gemeinsame Kinder hervor.
Um 1905 leitete er eine Mal- und Zeichenschule auf dem Weißen Hirsch. Ab 1907 arbeitete er auch als Bildhauer. 1918 verlieh ihm der sächsische König Friedrich August III. den Titel Professor. Bekannt wurde er auch durch Porträtbüsten führender sächsischer Persönlichkeiten, Eisplastiken auf dem Weißen Hirsch, Bronze- und Steinplastiken.
Brodauf lebte in Oberloschwitz in der Villa „Glückauf“, Rißweg 14b. Er starb 1939 während einer USA-Reise.

## Ausstellungen (Auswahl)
Brodauf nahm unter anderem an folgenden Ausstellungen teil:
- 1907: Kunstausstellung Düsseldorf
- 1907: Große Berliner Kunstausstellung
- 1908: Münchner Glaspalast

## Werk (Auswahl)
- Bacchantin, Bronzegruppe[2]
- Kriegerdenkmal für die Gefallenen des Ersten Weltkriegs, vor dem Eingang des Waldfriedhofs Weißer Hirsch in Dresden, 1926[4]